# Юрты (Новолялинский городской округ)
Ю́рты — поселок в Новолялинском городском округе Свердловской области.

## Географическое положение
Посёлок Юрты расположен в 55 километрах (по автотрассе в 83 километрах) к западу от города Новой Ляли, на левом берегу реки Ляли (левого притока реки Сосьвы). В окрестностях посёлка, в 0,5 километрах, проходит автотрасса Новая Ляля — Павда.

## История
Посёлок был основан в конце XVI века, немногим позднее соседнего поселения Павда, то есть между 1559 и 1600-м годом. Юрты старше Верхотурья, Ирбита, наиболее известных старых уральских городов. Посёлок был построен на Бабиновской дороге, которая была первым и единственным путём из европейской части России в Сибирь, до Верхотурья, Ирбита, а далее Тобольска. Более 100 лет именно по этой дороге шло сообщение с Сибирью, это был московский тракт того времени. В связи с этим на дороге были построены поселения различного типа: с заводами и инфраструктурой — Павда, с таможенным постом — Караульское. Юрты были небольшим кордоном, где можно было переночевать, покормить лошадей. В посёлке на начало XX века было 10 домов, количество жителей не превышало 60 человек.
В 1955-м году был построен посёлок участка Леспромхоза, который был назван Новыми Юртами, а старый посёлок, стоящий прямо на дороге и реке Спайской, стали называть Старыми Юртами. В настоящее время на месте Старых Юрт находятся огороды, покосы и мост через реку Спайская. Новые Юрты (или просто Юрты) были построены в удалении 1 километра от дороги, ближе к реке Ляля.
В Юртах была своя часовня, заложенная ещё в 18-м веке. в 1970-е годы её разобрали и увезли в Невьянский район.

##### Период активного развития посёлка в 1950—1980-е годы
В период с 1955 года Юрты были заново отстроены на новом месте, более высоком, в 1 километре от старого поселения. Более высокое расположение уберегает посёлок от подтоплений во времена наводнений и весенних паводков. Новый посёлок занимал 3 улицы (Мира, Гагарина, Ленина), разделённых лесовозной дорогой. В Юртах были открыты два магазина (промышленный и продуктовый), отделение почты, управление участком леспромхоза, медпункт, детский сад, школа и клуб, гараж, баня, участок лесничества.
Периодом расцвета посёлка можно считать 1960-е годы, когда в нём была заполнена начальная школа, а в посёлке жили более 250 человек. В этот период лесозаготовки велись 6 дней в неделю, в две смены несколькими бригадами рабочих. Вокруг посёлка были расчищены берега реки Ляли под покосы, а в посёлке были большие огородные площади. в 1960-е годы лесозаготовки были настолько мощными, что для транспортировки леса использовали реку Ляля, в которую прямо с берегов отправляли лес. В конце 1960-х начале 1970-х произошёл отток населения в связи с переездом в более крупные поселения — Нижнюю Туру, Качканар, Нижний Тагил, Свердловск и Москву.
Была закрыта начальная школа, и все дети из посёлка стали ездить в соседний посёлок Павда.
В 1980-е годы начался спад лесозаготовок в связи с исчерпанием ближайших лесов. Заготовки начали вести вахтами за 30-45 км от поселка, в районе реки Каменушки и Нясмы, почти на самой границе с Пермской областью. К 1980-м в посёлке работала одна бригада рабочих, было 3-4 лесовоза, небольшая пилорама и гараж для ремонта техники.
В 1960—1970 также велась активная добыча золота на реке Мурзинке. Работа драги на Мурзинке лишила часть жителей покосов и скрыла под водой посёлки раскулаченных крестьян, находившиеся в долине реки. Также в 1970 происходили нередкие прорывы плотин на реке Мурзинкн, что приводило к повышению уровня реки Ляли рядом с посёлком на 5-7 метров, выгону рыбы вниз по течению и заболачиванию прибрежных территорий. Последствия работы драги до сих пор не устранены, русла рек не восстановлены, плотины не срыты, не высажен новый лес.

##### 1990-е
В 1990-е годы происходит трансформация лесной отрасли по всей стране. В Новолялинском районе вместо леспромхоза появляются несколько заготовителей леса, в том числе ООО «Ляля-лес». Объёмы заготовок снижены, в лесу стала работать одна бригада, а также через Юрты стали ездить бригады из других посёлков. Вместо КРАЗов стали работать УРАЛы, вахтовые рубки сменились доработкой относительно свежих делянок вдоль лесовозной дороги (более 40 км в горы). Постоянные невыплаты зарплаты, дефицит ГСМ приводили к стагнации в лесозаготовках. В 1991-м году в посёлке появляется летний водопровод и водонапорная башня. В 1993-м вводится транспортное сообщение 2 раза в день из Новой Ляли до Павды (утром и вечером). В посёлке закрывается промтоварный магазин, в 1997-м году он полностью разбирается на части. В посёлке сгорает несколько домов. Население посёлка переходит в пенсионный возраст, запускаются покосы, огороды, сокращается количество домашнего скота наполовину. Оставшееся молодое население активно алкоголизируется, чему способствует нелегальная торговля спиртом и брагой домашнего производства. В 1999-м транспортное сообщение сокращается до 1 раза в день. При этом в 1999-м году начато асфальтирование участка бабиновской дороги от Савинова до Караульского, которое будет продолжено и на участке между Юртами и Старой Лялей.

##### 2000—2010-е
В 2000-е годы выравнивается ситуация с работой, однако транспортные проблемы остаются не до конца решёнными, в посёлке всё также нет занятости. Почти все уезжают на заработки в другие города: Серов, Нижний Тагил, Екатеринбург. Транспортное сообщение сокращается до 2-3 раз в неделю. Дорога до посёлка на 30 % асфальтируется, но без продолжения. Закрывается местный клуб, детский сад. Магазин работает несколько часов в неделю. Остальная торговля ведётся с колес. Также в Юртах возникает проблема с мобильной связью. Несмотря на то, что в соседней Павде работают два мобильных оператора, до Юрт этот сигнал доходит только при усилении с помощью антенн (Ростелеком). Жители ездят звонить за 4 км от посёлка на Верх-Гору, где сигнал сети есть. Посёлок постепенно возвращается в своё доиндустриальное состояние, когда основным видом деятельности становится охота, промысел, личное хозяйство и вахтовые заработки.

## Важнейшие события
В 1993—1994 годах посёлок пострадал от наводнений, несмотря на своё безопасное положение. Дорожные строители советского времени заменили все деревянные мосты свободного протока трубами, которые не смогли пропустить возросшее количество воды. Наводнение 1993 года, которое снесло павдинский пруд (по недосмотру сток плотины был заварен в одном положении), дошло до низких мест посёлка, затопило покосы вдоль Ляли на 2,5 метра и сформировало новые берега у реки. Приток воды был настолько мощным, что повернул вспять речку Спайскую и переливался через дорожную насыпь вглубь поселка.
В 1985-м году остановка транспорта была перенесена из Старых Юрт в новый посёлок.
В 2007-м году в посёлке появился уличный телефон от Ростелекома.

## Население
| 2002 | 2010 | 2021 |
| ---- | ---- | ---- |
| 199  | ↘126 | ↘36  |